# Yunlu
Yunlu är en köping i sydöstra Kina. Den ligger i stadsdistriktet Jiedong i staden Jieyang i provinsen Guangdong, omkring 330 kilometer öster om provinshuvudstaden Guangzhou. Antalet invånare är 77 331. Befolkningen består av 37 848 kvinnor och 39 483 män. Barn under 15 år utgör 20,0 %, vuxna 15-64 år 70 %, och äldre över 65 år 9,0 %.